# Bobbysocks
Bobbysocks! — норвежский поп-дуэт, победивший на конкурсе Евровидение в 1985 году с песней «La det swinge».

## История
Был образован в 1983 году в составе норвежки Ханне Крог и шведки с норвежскими корнями Элизабет Андреассен.
В 1985 году дуэт победил на конкурсе Евровидение с песней «Let it Swing», занявшей затем первое место в норвежском хит-параде. В том же году он был удостоен премии Пера Гюнта, присуждаемой норвежским парламентом стортингом. В 1986 году сингл группы «Waiting For The Morning» возглавлял норвежские чарты 13 недель, а одноимённый альбом находился на их вершине 9 недель. В 1986 году дебютный альбом был издан в СССР фирмой «Мелодия». Группа прекратила существование в 1988 году, однако её участницы периодически выступают вместе.
Помимо совместного выступления каждая из певиц неоднократно участвовала в Евровидении. Так, Ханне Крог выступала на конкурсе 1971 года как сольная исполнительница (заняла 17-е место) и в 1991 году в составе группы «Just4Fun», занявшей также 17-е место. В свою очередь, Элизабет Андреассен в 1982 году в составе шведской группы «Chips» заняла 9-е место, а в 1994 году, выступая в дуэте с Яном Вирнером Дэниэльссоном и представляя Норвегию была 6-й, а через два года поднялась на вторую ступеньку пьедестала конкурса, выступая сольно. Всего Андреассен 14 раз принимала участие в отбор на Евровидение (7 раз от Швеции и 7 раз от Норвегии), и этот рекорд до сих пор не побит.

## Дискография

### Альбомы
- 1984: Bobbysocks! (переиздан в 1985 с «Let It Swing»)
- 1986: Waiting for the Morning (переиздан в 1994)
- 1987: Walkin' on Air

### Синглы
- 1984: I Don’t Wanna Break My Heart
- 1984: Radio (re-released in 1985)
- 1985: Let It Swing/La Det Swinge
- 1985: Midnight Rocks
- 1986: Waiting for the Morning
- 1986: Johnny And The Dancing Girls
- 1987: Swing It, Magistern
- 1987: If I Fall
- 1987: Don’t Leave Me Here Without You
- 2010: Thank You (feat. Alexander Rybak)

### Компиляции
- 2010: «Let it Swing — The Best of Bobbysocks!»